# Ileki járás
Az Ileki járás (oroszul Илекский район) Oroszország egyik járása az Orenburgi területen.

## Népesség
- 1989-ben 28 533 lakosa volt.
- 2002-ben 28 793 lakosa volt, melynek 74,1%-a orosz, 12,4%-a tatár, 8,8%-a kazah, 1,8%-a ukrán.
- 2010-ben 25 150 lakosa volt, melyből 18 529 orosz, 2 873 tatár, 2 008 kazah, 297 ukrán, 175 koreai, 137 mordvin.